# Всеамериканський спортсмен
Всеамериканський спортсмен (англ. All-American athlete) — почесне спортивне звання у Сполучених Штатах Америки. Присвоюється спортсменам із найвищими досягненнями у любительських видах спорту. Критерії присвоєння звання залежать від конкретного виду спорту, а також від правил спортивної федерації, асоціації чи атлетичної комісії, яка проводить відбір номінантів. Загалом, звання всеамериканського спортсмена отримують найрезультативніші атлети (зазвичай, перша вісімка) чи команда в межах року у конкретному виді спорту.
Звання всеамериканського спортсмена присвоюється в таких видах спорту:
- американський футбол
- баскетбол
- бейсбол
- біг на довгі дистанції
- боротьба
- лакрос
- легка атлетика
- плавання
- стрибки у воду
- теніс
- футбол
- хокей

Зазвичай, звання конкретизується: «всеамериканський борець», «всеамериканський футболіст», «всеамериканський плавець» і т.п.
Термін «всеамериканський спортсмен» вперше було ужито в оглядовій статті про американський футбол тижневика «This Week's Sports» у 1889 році. В статті пропонувався аналіз результативності найкращих гравців студентської ліги, там же і було запропоновано згаданий термін для означення найрезультативніших атлетів. 